# Ahsan Ali Syed
Ahsan Ali Syed (Andhra Pradesh, India, 23 de abril de 1973), también conocido popularmente como Mr. Ali, es un empresario indio nacionalizado turco que opera desde Baréin y Suiza. Posee un capital privado cifrado por él mismo en más de 8 000 millones de libras divididas entre más de 130 empresas, entre las que destaca Western Gulf Advisory. Pese a que este patrimonio le situaría entre los hombres más ricos del mundo, nunca ha figurado en las listas elaboradas por la revista Forbes.

## Biografía

### Juventud
Pocos datos se saben acerca de los primeros años de Ali. Procede del estado de Andhra Pradesh, India, y la única fuente en mencionar una posible fecha de nacimiento es El Diario Montañés: el 23 de abril de 1973.
Ali dice venir de una familia adinerada. Su curriculum vitae recoge que se trataría de una familia activa desde hace más de 150 años en el sector de los préstamos financieros por toda Asia. Según declaraciones recogidas en la BBC británica, el origen de la fortuna familiar estaría en una explotación agrícola familiar de 900 acres cerca de Bhongir. El Diario Montañés menciona que el patrimonio de la familia Ali pudo tener sus orígenes en la Compañía Británica de las Indias Orientales. Otras fuentes periodísticas han puesto directamente en duda la existencia de tal fortuna.
El lugar exacto de nacimiento también ha sido motivo de debate. En un principio, Ali Syed indicó a la BBC que procedía de Bhongir, una localidad de 50 000 habitantes cercana a Hyderabad. Esto llevó a Joseph Antony, redactor del diario The Hindu, a investigar por la zona, llegando a la conclusión de que el nombre de Ali no era conocido en aquel lugar y tampoco figuraba en los archivos gubernamentales del estado de Andhra Pradesh. En declaraciones a El Mundo, el empresario matizó que nació y se crio en Hyderabad, pero que su abuelo tenía tierras cerca de Bhongir. El Diario Montañés concreta que procede de Darul-Shifa, un distrito de esa ciudad. El rotativo indio Deccan Chronicle informa que Ali Syed ha jurado no regresar a Hyderabad, donde tiene pendientes varias denuncias por estafa. Mr. Ali lo niega y acusa al Chronicle de ser "periodiquillo, un tabloide sin importancia".
En su currículum figura un "título de grado en Derecho, así como un máster en Finanzas, de universidades tanto de la India como extranjeras (sic)". Las fuentes periodísticas existentes no coinciden a la hora de concretar cuáles son dichas universidades: según algunas, el título de Derecho lo habría obtenido en la Escuela Nacional de Derecho de Karnataka; según otras, obtuvo ambas licenciaturas en Londres. Algunas publicaciones reproducen unas supuestas declaraciones de Ali en las que asegura haber estudiado en la London School of Economics and Political Science, hecho que no se corresponde con la realidad.
Según su biografía oficial, Mister Ali se introdujo en el mundo de los negocios a una edad temprana, asegurando haber cerrado a los 18 años un negocio por valor de 1,8 millones de dólares, "una oportunidad de tierras en una zona donde se iba a construir un complejo de alta tecnología [...] Fue un pelotazo en plena burbuja".

### Actividad empresarial
Con el tiempo Ali se especializaría en operaciones de reflote de compañías en quiebra. En el currículum que figura en la página de Western Gulf Advisory, asesoría financiera de su propiedad, se cita como ejemplo una compañía canadiense que compró entre 2003 y 2004 por 565 000 dólares y cuyo valor se estimaba 16 meses después en 8 millones. Preguntado en 2010 por la BBC sobre sus compañías con sede en Canadá, Ali citó dos: Western Gulf Petroleum y Western Gulf Investments, ambas fundadas entre 2004 y 2005. Consultando registros oficiales del país norteamericano, la cadena británica comprobó que ambas compañías habían sido disueltas por el fisco debido a omisiones a la hora de declarar beneficios.
Ali tiene en Baréin su sede principal, pese a que, según fuentes procedentes de la zona, su nombre no es conocido en los círculos financieros del país. Su sede europea está en el cantón de Zug.
Entre 2001 y 2005 residió en el Reino Unido. Según investigaciones realizadas por la BBC, dejó tras su paso por las islas varios miles de libras de deudas; en concreto, una sanción de 61 500 libras impuesta por una sentencia del tribunal del condado, 7 800 más de alquiler impagado y casi 1 000 más de impuestos municipales. También dirigió dos compañías, Grovebridge Investments Limited y All Star Foods, que fueron clausuradas por las autoridades debido a irregularidades fiscales. Además, uno de los primeros domicilios con que Mister Ali se registró en el Companies House (listado estatal de todas las empresas del país), un inmueble en Essex, no era en realidad de su propiedad; su dueño legítimo ha afirmado no tener conexión alguna con él. A través de un comunicado de un abogado de Western Gulf Advisory, el entorno de Ali emitió el siguiente comunicado:

El informe de la BBC contiene acusaciones falsas y engañosas. En particular, no hay base alguna para sugerir que Mr. Ali tenga unos antecedentes cuestionables en el mundo de los negocios y un 'colorido historial financiero' [...] De hecho, Western Gulf Advisory es una compañía bien capitalizada y posee 850 millones de dólares disponibles en activos líquidos disponibles para inversiones.

En una entrevista posterior, reconoció la existencia de esas deudas, achacándolas a un descubierto en la cuenta de un empleado suyo y asegurando que ya las había pagado.
En agosto de 2010, el Ministerio de Industria y Comercio de Baréin decretó la suspensión de actividades de Western Gulf Advisory por "violar las leyes y regulaciones" vigentes. Western Gulf Advisory fue fundada el 11 de febrero de 2008 con un capital de 53 000 dólares, la inversión mínima establecida por ley. En sólo 18 meses, la sociedad estaba valorada en 1 200 millones. El fulgurante éxito se debió, conforme a los libros de cuentas, a un préstamo de 1 100 millones sin avales, sin intereses y a ser devuelto no antes de 10 años concedido por una "parte relacionada". Un portavoz de WGA declaró que la sociedad había sido constituida exclusivamente para gestionar el patrimonio de la familia Ali, hecho que no figuraba ni en las cuentas ni en los estatutos de la empresa. En declaraciones al diario español El Mundo, Mr. Ali negó la veracidad de dicha noticia, argumentando que "sólo se nos pidió que aclarásemos un punto en nuestras inversiones. Soy sponsor del equipo nacional de Baréin [...] ¿Cómo podría hacerlo si mis empresas estuvieran cerradas?".
El 7 de marzo de 2011, el diario The Sydney Morning Herald publicó los testimonios con nombre y apellidos de una serie de promotores inmobiliarios, políticos, hosteleros, banqueros y otros pequeños inversores australianos que aseguraban haber sido timados por Western Gulf Advisory. Dicha relación incluía, entre otros, al extesorero del estado de Queensland, el laborista Keith De Lacy, y a Keith Johnson, el promotor más importante de Nueva Gales del Sur. Según las presuntas víctimas, el modus operandi de la empresa de Ali Syed consistiría en ofrecer préstamos con condiciones ventajosas, exigiendo a cambio constantes adelantos no reembolsables y cuantiosas comisiones de apertura; el dinero del préstamo nunca llegaría al inversor, y WGA amenazaría con invalidar el contrato y no devolver el importe adelantado en caso de hacerse público el asunto. El mismo rotativo reveló que Landmark Business Developments International, una empresa que presuntamente recibió de WGA un préstamo de 200 millones de dólares estadounidenses y que la asesoría de Ali Syed utilizaba como reclamo, es en realidad propiedad de John Mulally, abogado de la propia WGA. De ser ciertas las acusaciones, la cantidad de dinero estafado podría alcanzar los 100 millones de dólares australianos, convirtiéndolo en uno de los mayores fraudes de la historia del país. El día 9 de marzo, varios medios españoles publicaron, citando a una web anónima de un particular australiano, el testimonio de un inversor malayo al que, junto a otros 76, Ali Syed habría estafado 4 millones de dólares. Dos días después, desde The Sydney Morning Herald se aseguró estar en disposición de confirmar que "ninguna compañía (en Australia) ha recibido el préstamo prometido".
Ali contestó a las acusaciones a través de una entrevista en el Daily Tribune de Baréin y un comunicado en You First Sports, firma encargada de sus relaciones públicas en España. Su defensa se basó en el hecho de que la policía australiana no hubiese abierto investigación. Además, negó tajantemente haber concedido un préstamo al promotor Keith Johnson, ya que "Johnson Property Group no cumplió con los requisitos que siempre pedimos y por ello decidimos declinar su financiación". Como respuesta, Johnson envió a los medios de comunicación internacionales toda la documentación del préstamo, incluyendo recibos de transferencias bancarias firmados por WGA y la correspondencia mantenida entre ambas partes. Los representantes legales de Johnson le dieron de plazo a WGA hasta el 18 de marzo para devolver los 3,62 millones de dólares adelantados antes de llevar el caso ante los tribunales. Agotado el plazo, se conoció que la compañía de Ali Syed no había pagado. Johnson presentó una demanda conjunta con otros afectados y la Justicia resolvió congelar las cuentas de WGA en Baréin. La prensa confirmó la existencia de ramificaciones de la presunta red de préstamos ilegales en Inglaterra, Irlanda, Malasia y Corea del Sur. Syed comenzó a ser conocido como el "Bernie Madoff de la India".

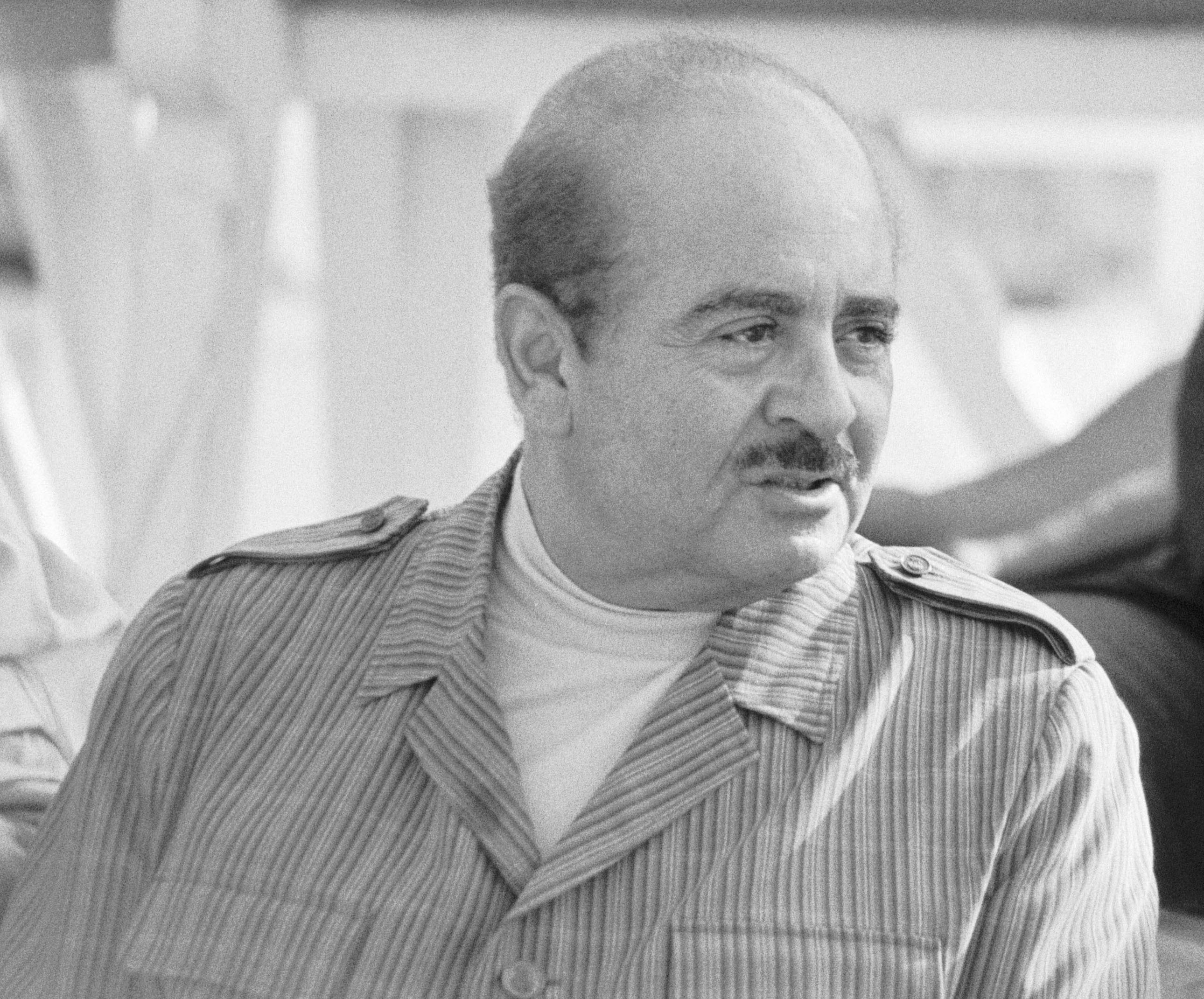
El traficante de armas saudita Adnan Khashoggi.

Paralelamente a la trama australiana, el nombre de Ahsan Ali Syed apareció en el proceso por blanqueo de capitales contra Hasan Ali Khan, también originario de Hyderabad. Empresario dedicado a la ganadería caballar, Ali Khan está siendo investigado por las autoridades de su país bajo la sospecha de haber transferido a cuentas de las entidades helvéticas Union Bank of Switzerland y Credit Suisse 8 000 millones de dólares de dinero negro de actividades delictivas, presuntamente procedentes del jefe del crimen Dawood Ibrahim y del traficante de armas internacional Adnan Khashoggi, ambos vinculados con círculos terroristas. Durante las investigaciones de la policía india, trascendió que también Mr. Ali habría mantenido reuniones con Khashoggi. Además, algunos empleados de UBS y Credit Suisse en el país asiático fueron interrogados por el Directorate General of Economic Enforcement para esclarecer su implicación en los delitos de Ali Khan, ya que, entre otros hechos, se conoció que Credit Suisse había pagado a víctimas de un esquema Ponzi orquestado por Ali Khan. Se da la circunstancia de que estos dos bancos son los que respaldan habitualmente las operaciones de Western Gulf Advisory.
A finales de julio de 2011 se supo que las cuentas de Syed en Suiza habían sido presuntamente bloqueadas dos meses atrás.
En el mes de octubre de 2011, fue investigado por la Interpol, por supuestos delitos de estafa financiera.

### Relación con clubes de fútbol

#### Blackburn Rovers
En verano de 2010 se involucró en una operación fallida para adquirir el club de fútbol inglés Blackburn Rovers. El magnate indio aseguró ser un fan de los Rovers a pesar de no haber estado nunca en el condado de Lancashire, afirmando que "para mí invertir en Blackburn es más una pasión que un medio para obtener beneficios rápidos". Desde su entorno se aseguró que Ahsan Ali Syed llevaba siendo fan del equipo desde hacía más de 10 años. El club británico decidió desestimar la oferta de Ali Syed y finalmente recayó en manos de Venkateshwara Hatcheries, un productor avícola indio.

#### Racing de Santander

##### Llegada

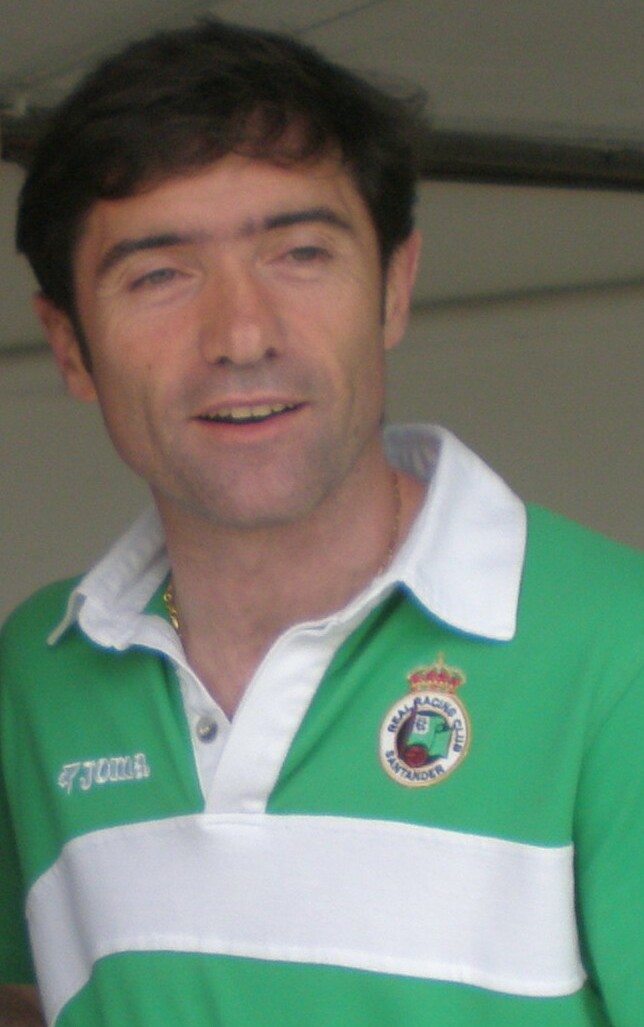
Tras su llegada a Santander, Ali Syed hizo sustituir a Miguel Ángel Portugal por Marcelino García Toral (en la imagen) como entrenador del Racing.

Frustrada la compra de los Rovers, el 28 de enero de 2011, Ali se convirtió en el propietario del Real Racing Club de Santander SAD de la Primera División de España, tras adquirir la mayoría de las acciones y asumir la deuda de la entidad, en aquel momento al borde de la suspensión de pagos.
El montante total de la compra del Real Racing Club se cifró en unos 15 millones de euros: 7 millones del paquete accionarial de la sociedad limitada Dumrivo Ventures, propiedad de Jacobo Montalvo; 6,7 correspondientes a acciones pignoradas en favor del organismo público Cantur como garantía de un crédito participativo concedido en 2004; y los gastos de tramitación. En total, esto ponía en manos de Ali aproximadamente el 80% de las acciones de la sociedad. Además, con la compra, Western Gulf Advisory asumía la deuda de 15 millones de euros del Racing con la Agencia Tributaria española y se comprometía a pagar a parte de la plantilla los sueldos atrasados que se les adeudaba desde 2010. 
Al llegar, Western Gulf Advisory pagó 750.000 euros a Dumrivo Ventures, 750.000 al Gobierno de Cantabria y 1,8 millones al fisco que evitaron el embargo del equipo.
 El resto se comprometió a satisfacerlo a plazos a lo largo de un periodo de 18 meses. La operación fue respaldada por Credit Suisse, que avaló a WGA en el pago de las acciones de Cantur, pero no en el de las Dumrivo, por lo que esta sociedad no cuenta con garantías de cobro. Tras el cierre de la transacción, el presidente de Cantabria, Miguel Ángel Revilla, declaró que "hemos acertado con este hombre [...] Es una persona solvente y un hombre sabio". Por su parte, Ali afirmó que "el Racing tiene más fuerte potencial que los ingleses (del Blackburn Rovers)" y que su objetivo era "hacer que el club sea rentable y competitivo a nivel nacional e internacional". Sobre los problemas económicos del Racing añadió que "se van a acabar y todo el mundo se va a ir con una sonrisa en la boca". Junto a su entrada en el Racing, el empresario anunció su intención de realizar cuantiosas inversiones en la región, incluyendo una aportación de 3 millones de euros a la Fundación Comillas.
Tras su desembarco en el club verdiblanco, el magnate indio ratificó a la junta directiva presidida por Francisco Pernía. En el plano deportivo, cambió al entrenador Miguel Ángel Portugal por Marcelino García Toral y cerró una operación de cesión del jugador del Tottenham Hotspur Giovani dos Santos.
Sus primeras apariciones públicas en partidos del Racing estuvieron envueltas en polémica, por su efusiva celebración en el palco de los goles de su equipo, contraria al protocolo, y por un altercado de su jefe de seguridad Claudio Loiodice con la policía. Pocos meses después, Ali prescindiría de los servicios de Loiodice y este amenazaría con revelar secretos sobre su antiguo jefe.

##### Dudas e impagos
El 8 de marzo de 2011, una comisión representativa de la plantilla del primer equipo formada por Pedro Munitis, Gonzalo Colsa, Toño, Fabio Coltorti, Christian Fernández y Manuel Arana se reunió con Ali Syed para tratar el tema de los sucesivos retrasos en el pago de sus nóminas. Ese mismo día se supo que, a finales de febrero, el banco le había devuelto a Miguel Ángel Portugal, entrenador del Racing destituido con la llegada de Ali, el pagaré correspondiente al primer plazo de su despido. Tres días después, Ali pagó parte de los sueldos atrasados de los jugadores, prometiendo asimismo liquidar los 1,7 millones de euros que restaban "en 10 ó 12 días hábiles", es decir, entre los días 21 y 23 de marzo. Ante el incumplimiento de esta promesa, el día 24 de marzo, el presidente Francisco Pernía afirmó que los jugadores habían entendido mal la fecha del pago:

"Yo estaba presente en la reunión de Ali con los jugadores y la fecha no era esta semana, se acordó que el pago fuese a finales de mes".

El máximo mandatario del club convocó también una reunión con los futbolistas a los que se les debía dinero para pedirles discreción, al entender que era dañino para el Racing que el calendario de pagos fuese objeto de debate público. El 3 de abril, Ali Syed se reunió con los afectados en el estadio Cornellá-El Prat tras la finalización del encuentro liguero contra el RCD Español y les prometió que cobrarían en cuatro o cinco días. El 9 de abril ese pago todavía no se había producido, por lo que el entrenador del Racing reclamó públicamente a Ali el cumplimiento de su promesa. Ali Syed aseguró entonces a los implicados que ya había hecho la transferencia; el 13 de abril, Francisco Pernía acudió al entrenamiento para mostrar a la plantilla el justificante de la misma, y se puso el día 19 como fecha límite para que el dinero llegara a su destino. Esta promesa se incumplió nuevamente.
El 21 de abril de 2011, fecha en que debía realizar el segundo pago según el calendario que él mismo había pactado con la Agencia Tributaria española, Ali volvió a faltar a su palabra. El Racing se vio obligado a satisfacer los aproximadamente 2 millones de euros del plazo con dinero procedente de un crédito concedido por un grupo financiero español.
El 26 de abril, El Mundo y Marca revelaron que Ali Syed no tendría intención alguna de pagar ni a los jugadores ni a Hacienda. Según sus informaciones, el plan de Mr. Ali desde que llegó a Santander sería hacer de intermediario entre la directiva actual de la entidad verdiblanca y la familia real de Baréin. Su plan original, según dichos medios, consistía en hacer un desembolso inicial de unos 3 millones de euros y vender posteriormente por más de 15. La fecha clave en la operación sería el 6 de marzo de 2011, día en que Ali había previsto la presencia de los potenciales compradores en el palco de autoridades de los Campos de Sport de El Sardinero, durante el encuentro liguero entre el Racing y el Real Madrid CF. Las revueltas populares que sacudieron el Golfo Pérsico aquellas fechas habrían impedido la presencia en Santander de la realeza bareiní, dando al traste con los planes de Ali Syed. Esta información fue desmentida por Pernía y Ali. El 5 de mayo y ante el impago de Western Gulf Advisory, el Gobierno de Cantabria ejecutó un aval de Credit Suisse por valor de 1,5 millones de euros correspondiente al segundo plazo de la compra del Racing. El 20 de mayo, una vez conseguida la permanencia, los jugadores del Racing de Santander decidieron denunciar al club reclamando "los honorarios tras unos servicios prestados y no remunerados". Finalizada la temporada, el entrenador Marcelino García Toral anunció la rescisión de su contrato ante la falta de credibilidad del proyecto de Syed: "Ali promete todo y no cumple nada, es alguien en quien no se puede confiar". En la misma línea, Miguel Ángel Revilla opinó que el indio parecía "un mangante más que un magnate" y le acusó de ser un "mentiroso compulsivo", y Francisco Pernía aseveró que "no puede haber en el Racing un accionista mayoritario en estas condiciones, por lo que los antiguos dueños y el Gobierno de Cantabria deberían de forma conjunta ejercer acciones legales contra Ali Syed".
El 7 de julio de 2011, instado por el Gobierno de Cantabria, el Racing se acogió a la Ley Concursal para evitar su descenso administrativo por impago.

#### Wellington Phoenix
En febrero de 2011 trascendió que Ali Syed se hallaba en plenas negociaciones para adquirir el cincuenta por ciento del accionariado del Wellington Phoenix Football Club de la A-League australiana.

### Personal
Ahsan Ali Syed profesa la religión musulmana, hecho por el cual su compañía se niega a "invertir en industrias relacionadas con el juego o el alcohol". Por la misma razón, en el palco del Racing de Santander no se servían ni jamón ni bebidas alcohólicas. Entre sus aficiones se encuentran el cricket y los caballos.